# Majdan Łętowski
Majdan Łętowski est une localité polonaise de la gmina de Nowa Sarzyna, située dans le powiat de Leżajsk en voïvodie des Basses-Carpates.